# 대물변제
대물변제(代物辨濟)란 채무 본래의 목적물의 교부(급부)에 갈음하여 이것과 물건(代物)을 현실로 급부하고 이에 의해서 채권을 소멸시키는 채권자와 채무자간의 계약(민법 466조)을 말한다.
대물의 종류, 가격은 묻지 아니한다. 따라서 예를 들면 A가 B에게 100만원의 금전채무를 부담하고 있는 경우에 AB간의 계약으로 금전에 갈음하여 시가 200만원의 부동산을 급부(소유권 이전 및 등기)하여 채권을 소멸시킬 수도 있다. 문제는 금전채무의 경우 어음이나 수표를 교부하는 것이다. 어음·수표의 교부는 보통 지급의 수단으로서 즉 변제를 위한 것이므로 이것에 의하여 금전채무는 소멸되지 않는다고 해석되고 있다. 그러나 특히 당사자가 금전 채무의 지급에 갈음하는 취지 즉 변제에 갈음하여 교부하는 것이라면 그대로의 효력을 인정하더라도 무방하다. 이러한 경우는 대물변제가 되며 금전채무는 소멸된다.

## 같이 보기
- 대한민국 민법 제466조 대물변제